# 新世界創造記・前編
『新世界創造紀・前編』（しんせかいそうぞうき・ぜんぺん）は、WEAVERのアルバム。2010年8月25日にA-Sketchから発売された。

## 概要
前作『Tapestry』以来約6か月ぶりのアルバムリリースとなり、メジャーデビュー後2作目のアルバム作品である。次作『新世界創造記・後編』との二部作となっている。
シングル「Hard to say I love you 〜言い出せなくて〜」同様、東京事変の亀田誠治がプロデュースとして参加している。
初回盤と通常盤があり、初回プレス盤には2010年9月29日発売のアルバム『新世界創造記・後編』収録曲である「愛のカタチ」の着うたと、WEAVER Second TOUR 2010「新世界創造記」ツアーチケットの受付先行パスワードが特典として封入されている。

## 収録内容
| 全作詞: 河邉徹、全編曲: WEAVER、亀田誠治。 | |           |          |      |
| #                                          | タイトル                                                                                               | 作詞      | 作曲     | 時間 |
| 1.                                         | 「心の中まで」                                                                                         | 河邉徹    | 杉本雄治 | 4:06 |
| 2.                                         | 「Hard to say I love you 〜言い出せなくて〜」                                                          | 河邉徹    | 杉本雄治 | 4:40 |
| 3.                                         | 「僕らの永遠〜何度生まれ変わっても、手を繋ぎたいだけの愛だから〜」                                     | 河邉徹    | 奥野翔太 | 5:24 |
| 4.                                         | 「やさしい詩」                                                                                         | 河邉徹    | 杉本雄治 | 5:12 |
| 5.                                         | 「君と僕のテーマソング」                                                                               | 河邉徹    | 杉本雄治 | 5:11 |
| 6.                                         | 「つよがりバンビ」                                                                                     | 河邉徹    | 杉本雄治 | 3:56 |
| 7.                                         | 「ティンカーベル」                                                                                     | 河邉徹    | 杉本雄治 | 4:57 |
| 8.                                         | 「Hard to say I love you 〜言い出せなくて〜(Sing & Play Piano Version)」(初回プレス盤ボーナストラック) | 河邉徹    | 杉本雄治 |      |
| 合計時間:                                  | 合計時間:                                                                                              | 合計時間: | 33:26    |      |

## タイアップ
| 年     | 楽曲                                                           | タイアップ                                                          |
| ------ | -------------------------------------------------------------- | ------------------------------------------------------------------- |
| 2010年 | Hard to say I love you 〜言い出せなくて〜                      | フジテレビ系ドラマ『素直になれなくて hard to say i love you』主題歌 |
| 2010年 | 僕らの永遠〜何度生まれ変わっても、手を繋ぎたいだけの愛だから〜 | au「LISMO!」CMソング                                                |
| 2010年 | 僕らの永遠〜何度生まれ変わっても、手を繋ぎたいだけの愛だから〜 | 映画『ラブコメ』主題歌                                              |